# Municipio de Monroe (Minnesota)
El municipio de Monroe (en inglés: Monroe Township) es un municipio ubicado en el condado de Lyon en el estado estadounidense de Minnesota. En el año 2010 tenía una población de 202 habitantes y una densidad poblacional de 2,28 personas por km².

## Geografía
El municipio de Monroe se encuentra ubicado en las coordenadas 44°14′42″N 95°39′43″O / 44.24500, -95.66194. Según la Oficina del Censo de los Estados Unidos, el municipio tiene una superficie total de 88.49 km², de la cual 87,85 km² corresponden a tierra firme y (0,73 %) 0,64 km² es agua.

## Demografía
Según el censo de 2010, había 202 personas residiendo en el municipio de Monroe. La densidad de población era de 2,28 hab./km². De los 202 habitantes, el municipio de Monroe estaba compuesto por el 96,04 % blancos, el 3,47 % eran asiáticos y el 0,5 % eran de una mezcla de razas. Del total de la población el 4,46 % eran hispanos o latinos de cualquier raza.